# Simpatectomia
A simpatectomia consiste na remoção cirurgia do nervo simpático principal, motivada para tratamento da hiperidrose (sudorese excessiva) nas mãos e axilas.

## Procedimentos
Compõem os nervos simpáticos uma espécie paralela e separada do sistema nervoso, formado por uma rede de nervos localizados perto das costelas (região torácica), próximo às vértebras.
Dentre essas ramificações, há uma específica que formam gânglios, sendo eles os responsáveis pela sudorese excessiva. Sua remoção pode ser feita pela remoção cirúrgica, cauterização, corte de suas ramificações e a mais nova técnica de clipagem, que consiste na colocação de um clip de titânio no nervo simpático, possibilitando assim a reversão cirúrgica.
Os avanços da Medicina promoveram uma menor agressão da cirurgia, que originalmente eram feitas com grandes incisões no tórax. Das técnicas menos invasivas está a simpatectomia por endoscopia aliada ao uso do vídeo.
Para tratamento da chamada hiperidrose palmar, o gânglio T3-T4 são visados; para a hiperidrose axilar e para a hiperidrose palmar moderada ou leve, inibe-se pouco mais abaixo, o gânglio T4-T5. Sendo que quanto mais acima (mais próximo ao T2) for inibido, maiores são as chances de hiperidrose reflexa (ou compensatória), que é aquela que aparece no pós cirurgico.
Este mesmo procedimento é utilizado, por alguns especialistas, para tratamento do Rubor Facial, onde o gânglio T3-T2 são visados.
Estudos realizados em pacientes que se submeteram a simpatectomia  mostra em números o grau de satisfação pós-operatório devido a compensação da sudorese.

## Efeitos físicos, mentais e emocionais
A Simpatectomia funciona desabilitando parte do sistema nervoso autônomo um (e, assim, interrompe seus sinais do cérebro), por meio de intervenção cirúrgica, na expectativa de remover ou aliviar o problema designado. Muitos médicos contrários à Simpatectomia acharam essa prática questionável principalmente porque seu objetivo é destruir nervos anatomicamente funcionais.
Os resultados exatos da Simpatectomia são impossíveis de prever, devido à considerável variação anatômica na função nervosa de um paciente para o outro, e também por variações na técnica cirúrgica. O sistema nervoso autônomo não é anatomicamente exato e podem existir conexões que são afetadas imprevisivelmente quando os nervos estão desativados. Este problema foi demonstrado por um número significativo de pacientes submetidos a simpatectomia no mesmo nível para transpiração das mãos, mas que apresentaram redução ou eliminação da transpiração dos pés, em contraste com outros que não foram afetados dessa maneira. Não existe operação para o suor dos pés, exceto a simpatectomia lombar, na extremidade oposta da cadeia simpática.
A simpatectomia torácica alterará muitas funções corporais, incluindo transpiração, respostas vasculares, frequência cardíaca, volume do fluxo cardíaco, tireoide, barorreflexo, volume pulmonar, dilatação pupilar, temperatura da pele e outros aspectos do sistema nervoso autônomo, como a resposta essencial de luta ou fuga. Ela reduz as respostas fisiológicas a fortes emoções, como o medo e o riso, diminui a reação física do corpo tanto à dor como ao prazer, e inibe as sensações cutâneas, como a coceira.
Um grande estudo de pacientes psiquiátricos tratados com esta cirurgia mostrou reduções significativas no medo, alerta e excitação. A excitação é essencial para a consciência, na regulação da atenção e processamento de informações, memória e emoção.
Os pacientes que fizeram a Simpatectomia estão sendo estudados usando o protocolo de falha autonômica liderado por David Goldstein, doutorado da M.D, investigador sênior do Instituto Nacional de Distúrbios Neurológicos e Derrame dos EUA. Ele documentou perda de função termorreguladora, desnervação cardíaca e perda de vasoconstrição. A recorrência dos sintomas originais devido à regeneração do nervo ou brotação do nervo pode ocorrer no primeiro ano após a cirurgia. O surgimento de nervos ou o crescimento anormal do nervo após danos ou lesões nos nervos podem causar outros danos adicionais. A brotação de nervos simpáticos pode formar conexões com nervos sensoriais e levar a condições de dor que são mediadas pelo Sistema Nervoso Simpático. Toda vez que o sistema é ativado, é traduzido em dor. Este broto e sua ação podem levar à síndrome de Frey, um efeito colateral reconhecido da simpatectomia, quando os nervos simpáticos em crescimento inervam as glândulas salivares, levando a transpiração excessiva, independentemente da temperatura ambiental por meio de estimulação olfativa ou gustativa.

## Outros riscos
A simpatectomia possui riscos comuns a qualquer cirurgia, como sangramento e infecções. Porém, para além destes, observa-se efeitos indesejados  específicos graves, de maneira relativamente frequente, incluindo alteração permanente da função nervosa.
O sangramento durante e após a operação pode ser significativo em até 5% dos pacientes, além de casos de Pneumotórax (presença de ar livre na cavidade pleural), que são relatados em aproximadamente 2% dos pacientes. Outrossim, a hiperidrose compensatória é comumente citada.
Por fim, um em cada quatro pacientes que desenvolvem o suor compensatório após a realização da simpatectomia, acaba por descrever os sintomas como graves e incapacitantes.
Além destas, são citadas reações adversas severas como dor muscular crônica, dormência e fraqueza dos membros, síndrome de Horner, anidrose (incapacidade de suar), hipertermia, nevralgia, parestesia, fadiga, síndrome amotivacional dificuldades respiratórias, reação fisiológica/química diminuída a estímulos ambientais, mau funcionamento do sistema somatossensorial, reação fisiológica extrema ao estresse e esforço, síndrome de Frey (sudorese gustativa), doença de Raynaud (embora também seja uma possível indicação de tratamento), disautonomia, alterações na pressão arterial e circulação, falha na reação de lutar ou fugir em situações de estresse, comprometendo o gânglio simpático (falha na Síndrome de emergência de Cannon), perda de adrenalina, dermatite e outras condições resultantes de pele extremamente seca.

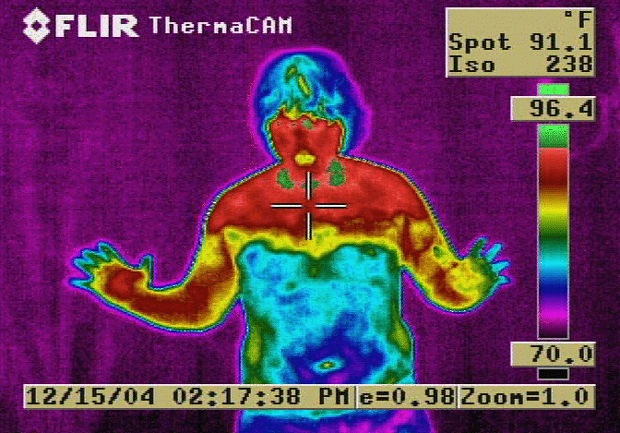
Imagem termica de paciente após 2 anos de realização da simpatectomia. (É possível notar que o resfriamento do terço superior do corpo foi comprometido).

Outros efeitos adversos a longo prazo podem incluir:
- Alterações estruturais na parede da artéria cerebral induzidas por denervação simpática de longo prazo[18][19]
- Síndrome do corpo dividido[20]
- Possibilidade de comprometimento do reflexo psicogalvânico[21][22][23]
- Pode haver redução da heterogeneidade da saturação de oxigênio em pequenas veias cerebrocorticais[24][25]
- A denervação simpática causada pela simpatectomia, pode ser uma das causas da Arteriosclerose de Mönckeberg (esclerose calcificante medial) [26][26][27]
- A simpatectomia nos gânglios T2 e T3 pode suprimir o controle da frequência cardíaca. O sistema baroreceptor, importante para o controle batimento cardíaco e da pressão arterial tende a ser comprometido em pacientes submetidos ao procedimento.[28]
- Insolação por esforço[29][30]
- Alterações morfofuncionais no miocárdio.[31]

Por fim, estudos apontam situações onde a incapacidade de aumentar suficientemente a frequência cardíaca durante exercicios ocorre em pacientes submetidos a simpatectomia, que por consequência passam a requerer  marca-passo artificial após o desenvolvimento de bradicardia (Batimento cardíaco lento)..
De acordo com o Conselho Nacional Sueco de Saúde e Bem-Estar: "O método pode causar reações adversas permanentes que, em alguns casos, só serão percebidos com o passar do tempo. Um dos efeitos colaterais pode ser o aumento da transpiração em diferentes locais do corpo. As motivações para isso ainda são desconhecidas. De acordo com a pesquisa disponível, cerca de 25-75% de todos os pacientes podem esperar transpiração mais ou menos grave em diferentes locais do corpo".

## Relação com a morte de Bruce Lee
Segundo publicação de 2019 do canal de TV americano History, o íconico ator e artista marcial Bruce Lee, submeteu-se ao procedimento em 15 de novembro de 1972, no hospital Canossa localizado em Hong Kong. Em Maio do ano seguinte,  o ator desmaiou e teve convulsões ao participar de um processo de dublagem para seu filme Operação Dragão em um dia de calor, causando edema cerebral e quase o levando a morte na ocasião.
Passado cerca de 10 semanas do incidente, no dia 20 julho de 1973 (excepcionalmente um dos dias mais quentes em Hong Kong naquele ano), depois de um dia intenso de gravações em temperaturas elevadas, Bruce Lee recebeu de sua colega, a também atriz Lee Betty Ting, um fármaco chamado Equagesic, medicamento a base de aspirina e meprobamato após se queixar de fortes dores de cabeça, (um dos sintomas mais comuns da hipertermia) Após isso, o ator deitou-se para dormir, porém, não voltou a recobrar a consciência, apesar de tentativas de reanimação.
A versão oficial aponta o edema cerebral agudo devido a uma reação aos compostos presentes no medicamento como a causa da morte de Lee, porém, baseados em relatos e documentos da época, o artigo afirma que a capacidade reduzida de dissipar calor do corpo de Bruce Lee após a simpatectomia foi a causa de sua morte, apontando a hipetermia causada pela disfunção do refrigeramento corporal como fator principal, contrariando a tese oficial de anafilaxia.

## Controvérsia
Em 2003, a Simpatectomia foi banida em seu local de surgimento, a Suécia, devido a queixas esmagadoras de pacientes com deficiência. Em outros países, incluindo os Estados Unidos da América, é um procedimento notoriamente não regulamentado.
A Internet agora possui muitos sites administrados por cirurgiões exaltando os benefícios da Simpatectomia. No entanto, também há muitos sites administrados por vítimas da Simpatectomia com deficiência que se queixam de reações adversas severas, levando a uma diminuição da capacidade de realizar atividades ocupacionais e diárias e uma falta percebida de informação para consentimento adequado. Vários fóruns de discussão on-line são dedicados ao assunto da cirurgia de Simpatectomia, onde abundam os depoimentos dos pacientes.